# Ehime

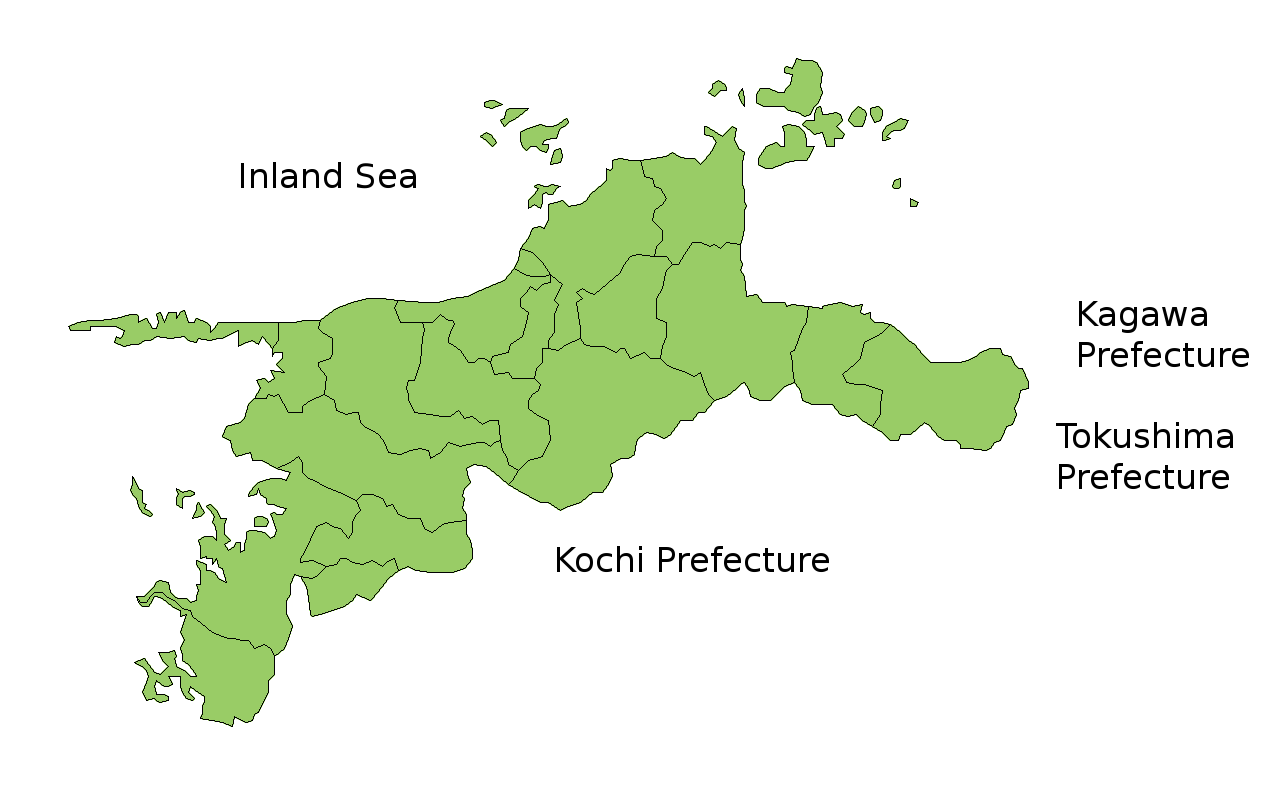
Mapa de Ehime

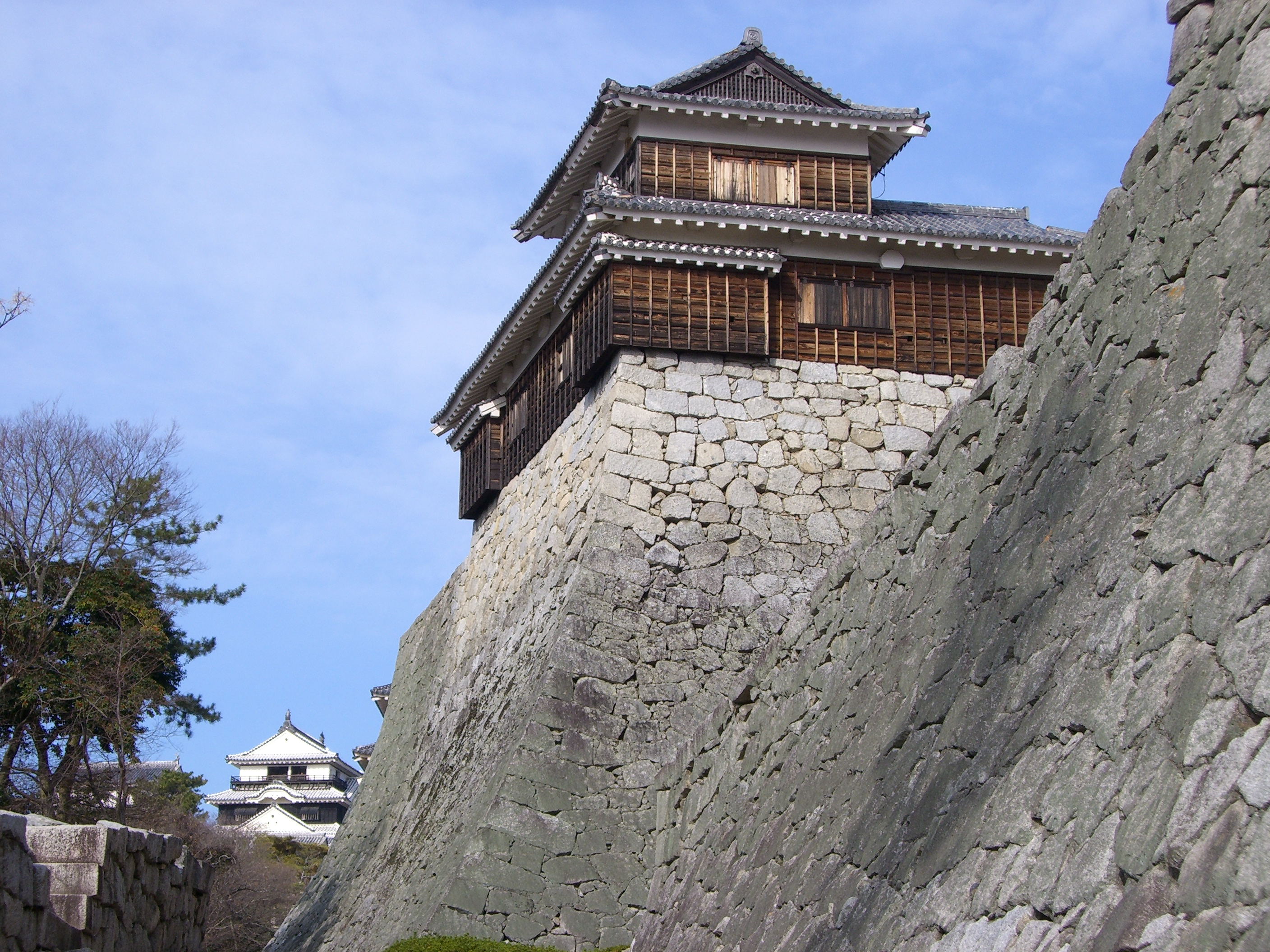
Castelo de Matsuyama em Iyo

Ehime (愛媛県, Ehime-ken) é uma prefeitura no noroeste de Shikoku, Japão. A capital é Matsuyama.

## História
Até a Restauração Meiji, a prefeitura de Ehime era conhecida como província de Iyo. Antes mesmo do período Heian a área era dominada por pescadores e marinheiros que tiveram um papel de especial importância na defesa do território japonês de piratas e das invasões mongóis.
Depois da Batalha de Sekigahara, o Xogum Tokugawa  concedeu a área aos seus aliados, nos quais se incluía Kato Yoshiakira que construiu o Castelo de Matsuyama, formando o centro histórico da actual Matsuyama.
Ehime significa "donzela formosa" - o vocábulo foi escrito pela primeira vez no livro clássico japonês Kojiki, referindo-se a esta região (愛比売).

## Geografia
Localizada na parte noroeste de Shikoku, Ehime faz fronteira com o mar interior de Seto a norte; com as prefeituras de Kagawa e Tokushima a leste e com a prefeitura de Kochi no sul.
A prefeitura inclui uma zona montanhosa no interior e uma vasta zona costeira junto a um grupo de ilhas que pertencem ao mar interior de Seto.

### Cidades
Em negrito, a capital da prefeitura.
- Imabari
- Iyo
- Matsuyama
- Niihama
- Ozu
- Saijo
- Seiyo
- Shikokuchuo
- Toon
- Uwajima
- Yawatahama

### Distritos
- Distrito de Iyo
- Distrito de Kamiukena
- Distrito de Kita
- Distrito de Kitauwa
- Distrito de Minamiuwa
- Distrito de Nishiuwa
- Distrito de Ochi

### Fusões urbanas

#### Expansão de Imabari
A 16 de Janeiro de 2005, as seguintes 11 localidades do distrito de Ochi fundiram-se na cidade (expandida) de Imabari:  Asakura, Hakata, Kamiura, Kikuma, Miyakubo, Namikata, Omishima, Onishi, Sekizen, Tamagawa, e Yoshiumi.

#### Expansão de Matsuyama
A 1 de Janeiro de 2005 , a antiga cidade de Hojo e a localidade de Nakajima do antigo distrito Onsen (dissolvidas por esta fusão) fundiram-se na cidade expandida de Matsuyama.

#### Expansão de Saijo
A 1 de Novembro de 2004 a antiga cidade de Toyo e as localidades de Komatsu e Tanbara do antigo distrito de Shusou (dissolvidas por esta fusão) fundiram-se na cidade expandida de Saijo.

#### Fusão de Kamijima
A 1 de Outubro de 2004, Ikina, Iwagi, Uoshima e Yuge (todas do distrito de Ochi) fundiram-se formando a nova cidade de Kamijima.

#### Fusão de Seiyo
A 1 de Abril de 2004 todas as localidades do antigo distrito de Higashiuwa (dissolvido por esta fusão) e Mikame do distrito de Nishiuwa fundiram-se, formando a nova cidade de Seiyo.

## Economia
A área que circunda Matsuyama tem uma actividade econonómica importante que inclui construção naval, indústria química, refinarias de petróleo, além de produção têxtil e de pasta de papel. A parte rural da prefeitura dedica-se essencialmente à pesca, à produção de fruta (laranjas) e pérolas de cultura.

## Cultura

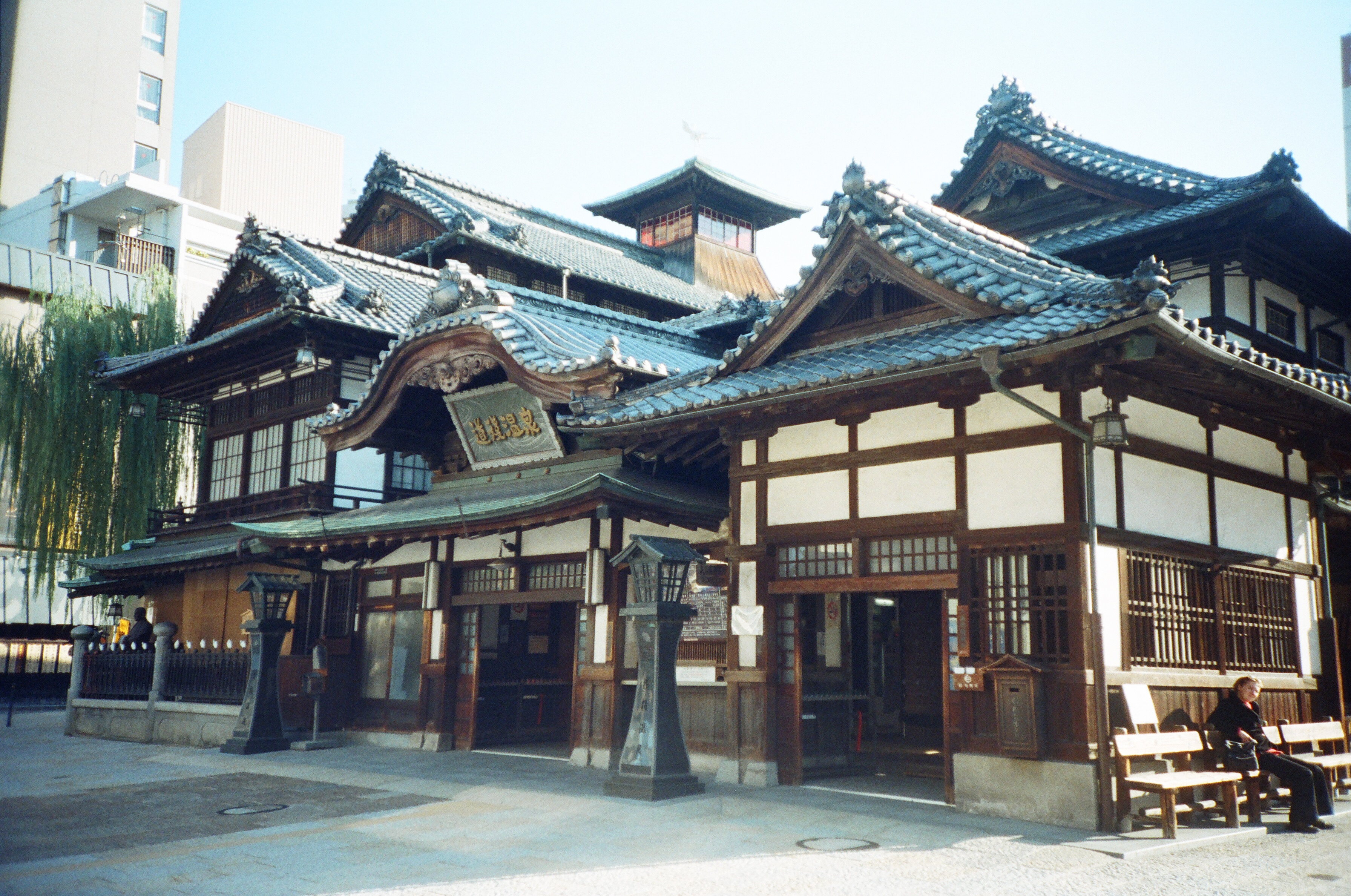
Dogo Onsen

As águas termais mais antigas existentes no Japão, a Dogo Onsen, localiza-se em Matuyama. Foi usada por mais de duzentos anos.

## Personalidades célebres
- Kenzo Tange, arquitecto reconhecido, nasceu em Imabari, a 3 de Setembro de 1913
- Masaoka Shiki,(1867 - 1902), poeta, crítico, e reformador do Haiku.
- Kenzaburo Oe (1935), prémio Nobel da Literatura de 1994